# Ron Phoenix
Ronald James „Ron“ Phoenix (* 30. Juni 1929 in Stretford; † 9. März 2021 ebenda) war ein englischer Fußballspieler.

## Karriere
Phoenix spielte als Jugendlicher in Urmston für Humphrey Park, bevor die beiden großen Vereine aus Manchester, United und City, auf ihn aufmerksam wurden. In der Saison 1947/48 war er von United als Amateur bei der Football League registriert, bevor seine Fußballerlaufbahn durch die Ableistung des Militärdienstes für zwei Jahre unterbrochen wurde.
1949 schloss er sich City an, im März 1950 stieg er dort zum Profi auf. Nach mehreren Jahren in den Reserveteams – sein Debüt hatte er am Boxing Day 1949 – rückte er im Januar 1952 nach dem kurzfristigen verletzungsbedingten Ausfall von Don Revie anlässlich eines Auswärtsspiels beim FC Arsenal erstmals für ein Pflichtspiel in die erste Mannschaft. Als linker Halbstürmer aufgeboten, bereitete er beim 2:2-Unentschieden im Highbury den ersten Treffer vor und erzielte den zweiten selbst. Phoenix verblieb bis Saisonende in der Mannschaft von Trainer Les McDowall, wenngleich als linker Außenläufer, zumeist an der Seite von Jack Rigby und Roy Paul. In der folgenden Erstligasaison 1952/53 kam er im Herbst 1952 zu fünf sieglosen Einsätzen. Bei seinem sechsten Saisoneinsatz im Februar 1953, einem 2:1-Erfolg über Newcastle United, erzielte er als linker Halbstürmer erneut einen Treffer, bevor er sich zwei Minuten später in der 20. Spielminute das linke Bein brach. Phoenix gelang in der Folge die Rückkehr in die erste Mannschaft zunächst nicht mehr, was auch an der Beständigkeit von Mannschaftskapitän Paul auf der Position des linken Läufers lag. Im November 1954 hinterlegte Phoenix seinen Transferwunsch, dem die Vereinsverantwortlichen zustimmten. Phoenix stand bis zum folgenden Sommer auf der Transferliste, soll sich in der Saisonpause aber gegen eine Anfrage des Londoner Drittligisten Leyton Orient entschieden haben.
Stattdessen verblieb er fünf weitere Jahre bei Manchester City und kam als verlässlicher Ersatzmann sporadisch zum Zug. An den Pokalerfolgen des Teams um den deutschen Torhüter Bert Trautmann im FA Cup 1954/55 (Finalist) und 1955/56 (Sieger) war er nicht beteiligt. Neben Einsätzen als Außenläufer, erstmals nach seinem Beinbruch wieder im September 1956, kam er auch auf anderen Positionen zum Einsatz; so waren seine beiden einzigen Einsätze in der Saison 1957/58 als Vertretung von Bobby Johnstone auf der Mittelstürmerposition. 1958/59 kam er ab dem Jahreswechsel nochmals zu einer Serie von 18 aufeinanderfolgenden Einsätzen als Außenläufer, während denen er mit seinem Nebenmann Ken Barnes als „fleißiges Paar“ charakterisiert wurde. Nachdem er in der Spielzeit 1959/60 auf einen Saisoneinsatz limitiert geblieben war, endete im Sommer 1960 nach elf Jahren und 53 Erstligaeinsätzen seine Zugehörigkeit zu den Citizens.
Einen neuen Arbeitgeber fand der Rotschopf mit dem Viertligisten AFC Rochdale. Neben Stan Hepton war Phoenix der einzige nennenswerte Neuzugang für die Mannschaft von Trainer Jack Marshall, der den Klub wenige Wochen nach Saisonbeginn Richtung Blackburn Rovers verließ und durch Tony Collins ersetzt wurde. Rochdale verfügte über einen relativ kleinen Kader, so wurde Phoenix nicht nur auf den Außenläuferpositionen aufgeboten, sondern half über die folgenden zwei Jahre auch als Mittelläufer, rechter Halbstürmer und linker Verteidiger aus. Ein Highlight in der Spätphase seiner Karriere wurde der League Cup 1961/62, als er an Siegen über die höherklassigen Teams FC Southampton, Charlton Athletic und Blackburn Rovers mitwirkte. In den beiden Finalpartien gegen den Zweitligisten Norwich City, die mit 0:4 in der Addition endeten, wurde er hingegen nicht aufgeboten. Nach 81 torlosen Pflichtspieleinsätzen endete anschließend mit der Sommerpause seine zweijährige Zugehörigkeit.
Im Sommer 1962 wurde er von Spielertrainer Charlie Mitten zum FC Altrincham in die Cheshire County League gelotst. Die Mannschaft startete mit acht Ligasiegen und zwei Unentschieden gut in die Saison, die Resultate wurden aber alsbald schlechter. Nach dem Abgang des bisherigen Mannschaftskapitäns Tommy Banks übernahm Phoenix zum Jahreswechsel die Kapitänsbinde, die Ergebnisse verbesserten sich aber trotz Neuzugängen wie Ian Greaves und Gordon Clayton nicht. Nach 42 Pflichtspieleinsätzen für Altrincham spielte er in den Planungen von Trainer Freddie Pye für die folgende Saison keine Rolle mehr und verließ den Klub in der Sommerpause. Seine Laufbahn setzte er anschließend noch für eine Saison beim Ligakonkurrenten Hyde United fort, bevor er sich mit dem Betrieb eines Haushalts- und Eisenwarengeschäft in Davyhulme selbständig machte.
Später verkaufte er sein Geschäft und arbeitete bis zu seiner Pensionierung 1991 bei einem Elektrounternehmen. Während seines Ruhestandes übte er als Sport Crown Green Bowls aus und war regelmäßiger Gast bei Heimspielen von Manchester City. Phoenix lebte 2019 in einem Pflegeheim in Trafford, er war zu diesem Zeitpunkt seit 65 Jahren verheiratet und hatte zwei Söhne. Zwei weitere Kinder des Paares waren im Sommer 1959 binnen weniger Wochen verstorben, sein drei Jahre alter Sohn an Meningitis, die 18 Monate alte Tochter an einer Racheninfektion. Seine jüngeren Brüder Eric und Peter waren ebenfalls als Fußballer in der Football League aktiv.